# Littois klädesfabrik

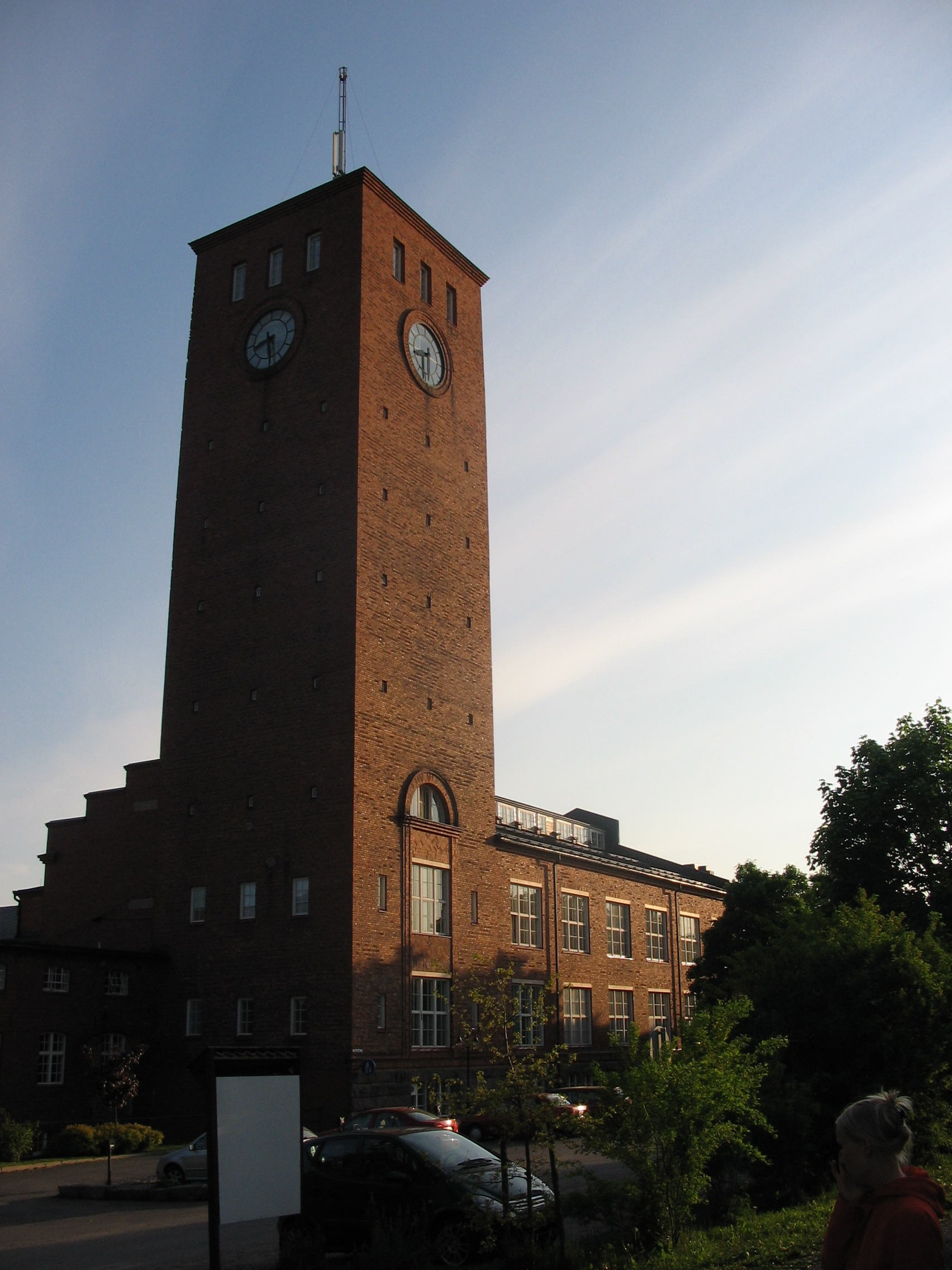
Littois klädesfabrik

Littois klädesfabrik  (finska Littoisten verkatehdas) är en sedan 1960-talet nedlagd industri vars verksamhet inleddes på 1700-talet. Fabriken är belägen på sydöstra stranden av Littois träsk och utnyttjade under den första tiden sjöns utlopp mot Pikisviken för sitt kraftbehov.

## Historia

### Wechters valkverk
Färgaren Esaias Wechter och handlanden Henrik Rungeen grundade år 1738 en klädesfabrik i Åbo. Medan Wechter deltog i 1738–1739 års riksdag sköttes verksamheten av Rungeen och en vävstol uppställdes. Vid Wechters återkomst våren 1739 började verksamheten utvecklas. Fabrikens privilegium beviljades i maj 1739 och delägarna inledde med att grunda ett valkverk. För detta behövdes vattenkraft samt klart och mjukt vatten vilket gick att få i Littois. De arrenderade en tomt av Vanhalinna rusthåll, köpte av grannbyarna den i kvarnbäcken befintliga kvarnen med ränna samt rätt att använda träskets vatten. Wechter och Rungeen kom snart i en politisk konflikt som slutade med att Wechter stod kvar som ensam ägare. År 1740 uppfördes Littois valkningsinrättning med fem par hamrar men verksamheten avbröts av hattarnas krig då maskiner och arbetare 1742–1743 evakuerades till Sverige. Företaget fick rätten att leverera kläde till Åbo läns infanteriregemente men då mössorna kom till makten i 1765–1766 års riksdag drogs de statliga krediterna in och råvarutillgången ströps. Efter att också ha förlorat militärkontrakten beslöt Wechter 1770 att sälja sin fabrik till grosshandlaren Joseph Bremer.

### Bremers och Nordmans valkverk
Under Bremers tid var fabrikens verksamhet blygsam utan några militära kontrakt. Inte ens krigsåren 1788–1789 gav verksamheten fart. År 1794 övertog Josephs äldste son Jakob Reinhold klädesfabriken, som samma år fick en konkurrent i Jockis klädesfabrik. Även om de militära beställningarna växte under 1790-talet kunde inte Bremer hålla kostnaderna i styr och han sålde klädesfabriken på konkursauktion till Jockis ägare. År 1803 sålde Joseph Bremer Littois valkkvarn, som han alltjämt ägde, till klädesfabrikören Carl Reinhold Nordman. Denne vävde inte tyger utan valkkvarnen blev närmast en plats där landsborna kunde valka sina hemvävda tyger. Sonen färgaren Carl Nordman löste in Littois stamp år 1820 men sålde den vidare år 1823 till innehavaren av Vanhalinna gård Christian Ludvig Hjelt. 

### Hjelts klädesfabrik
Hjelt hade en akademisk bakgrund men också stora jordegendomar kring Åbo. Tillsammans med två kompanjoner från Åbo anhöll han 1823 om privilegium för en klädesfabrik i Littois. Med hjälp av statliga lån uppförde de en fabriksbyggnad som rymde en fullständig klädesfabrik och som stod färdig 1824. Den var uppförd i tre våningar som utöver fabrikssalar även inrymde bostäder. De första maskinerna levererades av Samuel Owens verkstad i Stockholm. Verksamheten drevs delvis med handkraft därför att kvarnbäcken inte alltid gav all kraft som behövdes. Mästarna anställdes i utlandet. Färgeriets kapacitet överskred väveriets behov varför man också anlade ett skönfärgeri för att färga tyger åt utomstående. Fabriken var modernt inredd och produktionskraftig och var senast 1830 det ojämförligt starkaste industriföretaget i hela Åbotrakten. Hjelt blev ensam ägare till fabriken år 1834 men sålde den 1836 till ett nybildat bolag med namnet Littois Fabriks bolag.

### Littois Fabriks bolag
Då Hjelt drog sig tillbaka från klädesfabriken blev de mest aktiva ägarna bröderna och handlandena Carl och Fabian Åkerman. Till en början lönade sig inte produktionen men 1842 fick man ett nytt statslån för att kunna utvidga produktionen. Krafttillgången säkrades genom att man i februari 1844 kunde installera Finlands första ångmaskin om 16 hk, som hade tillverkats på Fiskars bruk. Tre år senare anskaffades en Continue kardmaskin och en Mule Jenny spinnmaskin som fick ersätta de handdrivna Spinning Jennys. År 1850 inskaffades en ännu större Mule-Jenny och flera vävmaskiner för att ta hand om spinnmaskinernas ökade produktion. Under 1850-talets första år gick försäljningen kraftigt ned och hela aktiestocken såldes åt vice häradshövding Carl Ulrik Frietsch.

### Frietschs klädesfabrik och Littois yllemanufakturbolag
Frietsch övertog aktiestocken den 1 juni 1853. Han var själv född i Norrköping och utbildad i Sverige. Hans äldre bror Axel Israel verkade först på Jockis klädesfabrik och därefter i Tammerfors klädesfabrik och tjänade sannolikt som Carls förebild. Carl utvidgade fabriken och moderniserade maskinerna. Inom några år var Littois landets största klädesfabrik. Littois högkonjunktur fortsatte till 1850-talets slut men efter 1861 började produktionen minska. Krimkriget 1855–1856 var fördelaktigt för Littois men lockade Frietsch in i ekonomiska spekulationer där han förlorade mycket av sitt kapital. År 1859 flyttades Jockis klädesfabrik till Tammerfors och leddes alltjämt av den äldre brodern Frietsch. Den stora efterfrågan efter kriget på ull ledde till en starkt ökad ullproduktion i kolonierna och fabrikerna i främst Storbritannien övergick till massproduktion av kläde. Detta ledde till sänkta priser på tyger också i Finland. Krisen som inleddes efter 1860 stjälpte Tammerfors klädesfabrik och gav Littois stora problem. För att komma över nytt kapital grundade Carl 1861 Littois yllemanufakturbolag som fick överta hela det gamla bolagets egendom. Detta hjälpte inte utan Carl Frietsch gick i konkurs och överlät i januari 1863 företaget till kreditorerna.

### Littois fabriksbolag och Littois Aktiebolag
Vid konkursauktionen i maj 1864 ropades bolaget in av den tyske färgarmästaren Louis Schnitt i Åbo. För driften bildades ett öppet bolag Littois fabriksbolag vars disponent blev Louis Schnitt själv. Redan på hösten väntade fabriken på en ny ångpanna från Tyskland. Råullen skaffades från Moskva och London eller inom landet om det var möjligt. Fabriken hade en egen försäljningsbutik i Åbo åren 1867–1873. Uppsvinget under 1870-talet medförde att Littois blev socknens största befolkningscentrum. Under 1870- och 1880-talet levererade fabriken kläde till krigsmakten och fängelseväsendet. Hösten 1876 installerades en mängd nya maskiner från Tyskland men fabriken och hela dess inredning brann ned i augusti 1877. Den var dock väl försäkrad så skadan blev endast tillfällig. Under 1880- och 1890-talet då Schnitt ofta var sjuklig biträddes han av sin son Louis Schnitt d.y. År 1899 då den äldre Schnitt avled ombildades företaget till ett aktiebolag Littois Aktiebolag. Sonen blev verkställande direktör ända till år 1917 då fabriken bytte ägare. En världsomfattande kris på ullmarknaden år 1900 sänkte produktionen i Littois till en tredjedel. En ny nedgång på 1910-talet och arbetarnas organisering skapade konflikter i brukssamhället. Samhällsoroligheterna förmådde de gamla ägarna att i oktober 1917 sälja sina aktier till tre nya ägare ledda av fabrikens dittillsvarande resande Herman Leisegang (senare Koristo).

### Brukssamhällets reformprogram
En återgång till det normala var relativt lätt eftersom fabriken hade varit igång under hela inbördeskriget. Man kunde genast leverera kläde till de vita trupperna. Tillgången på livsmedel i trakten begränsades av den nya bebyggelsen vid Littois station varför Leisegang 1918 bildade Littoisten Kartano Oy som drev ett aktivt jordbruk och vars produkter såldes i fabriksområdets andelshandel till fasta priser. Det stora antalet ogifta bland arbetarena gjorde det nödvändigt att grunda ett centralkök som också hade en tidningsläsesal. 
Arbetsstyrkan uppgick år 1922 till 263 personer och gjorde en satsning på arbetarebostäder nödvändig. Ett 21 hektar stort område väster om fabriken i S:t Karins inköptes för detta ändamål och år 1939 bodde de flesta av fabrikens arbetare där. Närmare fabriken i sydost anlades ett bostadsområde på Kotimäki. Arkitekt Bertel Jung gjorde upp stadsplanen för området med plats för 51 tvåfamiljsvillor och gjorde typritningar för husen. Utöver hyresbostäder erbjöd fabriken sina anställda organiserad sjukvård, en folkskola, pensionärsbostäder, ett åldringshem, en kyrka samt en egen brandkår och skyddskår. En gemensam badstuga, tvätteri och bageri fanns därtill. För fritidsaktiviteter fanns möteslokaler, en badinrättning och en sportplan.
Det stora reformprogrammet för fabriksmiljön som fullföljdes under åren 1923–1926 innefattade också förbättringar av fabriken. Många av de gamla maskinerna förnyades och hela verksamheten elektrifierades. För en ombyggnad av fabriken anlitades arkitekt Valter Jung som gjorde en storslagen plan som till en del förverkligades. Byggnationen pågick åren 1923–1926 och medförde nya produktionsflyglar i nordväst. Ett sjuvåningar högt vattentorn uppfördes som blickfång i anläggningen. Fabrikens produktivitet höjdes avsevärt men investeringarna var för många och stora för att kunna lyckas. Då den allmänna lågkonjunkturen slog till år 1931 måste Koristo avstå från sitt ägande och chefsposten. Banken tog över men svårigheterna var övervunna år 1934. Då sysselsatte fabriken 500 personer.

### Barker-Littoinen Oy
Ägarna lät 1941 Littois klädesfabrik fusioneras med bomullsväveriet Ab John Barker Oy i Åbo och det nya bolaget fick namnet Barker-Littoinen Oy. Personalen i Littois uppgick till 600 personer och i Åbo till 800 personer. Textilindustrin var under efterkrigsåren skyddad genom utrikeshandelns reglering och Koreakrigets uppsving men när båda slutade inverka var sektorns överkapacitet uppenbar. Övriga klädesindustrier i Finland bildade 1959 ett nytt bolag Villayhtymä Oy som gick omkull redan tio år senare. Barker-Littoinen hade under hela 1950- och 1960-talet ca 1 000 anställda. Från början av 1960-talet överfördes arbetsstyrkan av lönsamhetsskäl gradvis till Åbo och verksamheten i Littois upphörde år 1968. Slutgiltigt lades Littois fabrik ned år 1970.